# Nesomyrmex minutus
Nesomyrmex minutus (лат.) — вид мелких муравьёв рода Nesomyrmex (Formicidae) из подсемейства Myrmicinae. Название происходит от слова «мелкий», minutus (так как, рабочие особи мелкие).

## Распространение
Мадагаскар.

## Описание
Мелкие муравьи (длина около 2 мм) желтовато-коричневого цвета, похожие на представителей рода Leptothorax, обитающие в тропических лесах. Отличаются от близких видов коротким скапусом усиков, светлой окраской с тёмным пятном на первом тергите брюшка, пунктированной мелкими ячейками поверхностью головы (диаметр ячеек-ямок менее 10 μm) и её удлинённой формой.
Усики 12-члениковые с булавой из 3 сегментов. Жвалы с 5 зубцами. Проподеум округлый, без явных шипиков. Брюшко гладкое и блестящее. Стебелёк между грудкой и брюшком состоит из двух члеников: петиолюса и постпетиолюса (последний четко отделен от брюшка), жало развито.
Вид был впервые описан в 2016 году американскими энтомологами Шандором Чёзем (Sándor Csősz) и Брайеном Фишером (Brian L. Fisher; Entomology, California Academy of Sciences, Сан-Франциско, Калифорния, США) по материалам из Мадагаскара. Включён в видовую группу Nesomyrmex brevicornis, для которой по характерна глубокая мезопроподеальная бороздка и древесный образ жизни.